# Triple A Gijón
El Triple A Gijón es un club de fútbol de Gijón, Principado de Asturias (España), fundado en 2020, que compite en Segunda Asturfútbol.

## Historia
Para dar salida a los futbolistas del Colegio de la Inmaculada que terminaban sus estudios en el colegio pero querían seguir jugando al fútbol, se creó en 1974 el Inmaculada Club de Fútbol, entrenado por Isidro del Río Peláez. Compitió siempre en Segunda Regional excepto dos temporadas, las temporadas 1977-78 y 1983-84, en las que militó en el siguiente nivel, denominado entonces Primera Regional y Segunda Regional Preferente respectivamente (actual Segunda Asturfútbol). Desapareció en 2013 cuando Isidro del Río dejó de entrenar.
En 2020, la Asociación de Antiguos Alumnos (AAA) del colegio funda el Triple A con el mismo objetivo que el antiguo Inmaculada y comienza a competir en Segunda Regional, ascendiendo en su primera temporada a Primera Regional. Desciende en 2022 y nuevamente consigue el ascenso en 2023.

## Uniforme
- Uniforme titular: camiseta azul, pantalón blanco y medias azules.
- Uniforme alternativo: completamente gris oscuro.

## Trayectoria en competiciones nacionales
- Temporadas en Primera División: 0
- Temporadas en Segunda División: 0
- Temporadas en Primera Federación: 0
- Temporadas en Segunda Federación: 0

## Trayectoria
| Temporada | Categoría            | Puesto |
| --------- | -------------------- | ------ |
| 2020-21   | 2.ª Regional Grupo 2 | 2.°    |
| 2021-22   | 1.ª Regional Grupo 1 | 8.º    |
| 2022-23   | 3.ª RFFPA Grupo 1    | 1.º    |
| 2023-24   | 2.ª Asturfútbol      | 10.º   |
| 2024-25   | 2.ª Asturfútbol      | 7.º    |

## Palmarés

### Torneos autonómicos
- 3.ª Asturfútbol (1): 2022-23.
- Subcampeón de la 3.ª Asturfútbol (1): 2020-21.

### Trofeos amistosos
- Memorial Pilar Ordieres: (1): 2023.